# Миттердорф-на-Рабе
Миттердорф-на-Рабе (нем. Mitterdorf an der Raab) — коммуна (нем. Gemeinde) в Австрии, в федеральной земле Штирия. 
Входит в состав округа Вайц.  Население составляет 2017 человек (на 31 декабря 2005 года). Занимает площадь 20,94 км². Официальный код  —  61729.

## Политическая ситуация
Бургомистр коммуны — Карл Маутнер (АНП) по результатам выборов 2005 года.
Совет представителей коммуны (нем. Gemeinderat) состоит из 15 мест.
- АНП занимает 9 мест.
- СДПА занимает 6 мест.